# 旅団

NATO軍の歩兵旅団を表す兵科記号

旅団（りょだん、英: Brigade）は、陸軍編成上の単位のひとつで、師団よりも小さく、連隊と同等またはこれよりも大きい単位で、概ね1,500人から6,000人程度の兵員によって構成される部隊をいう。ただし、フランス陸軍のように小は6,500人（第27山岳歩兵旅団）から大は予備役軍人を含めて10,200人（第11落下傘旅団）という大規模な編制のものも存在する。
英軍のBrigadier（准将あるいは上級大佐）は本来は「旅団の長」そのものであった。よって、諸外国の陸軍では旅団長には伝統的には准将級（旧ロシア帝国軍や現在のロシア陸軍・ブラジル陸軍・中華民国陸軍等准将を置かない軍隊では少将）が充てられてきたが、アメリカ陸軍では大佐（独立旅団では准将）が充てられ、中国人民解放軍ではそれぞれ上級大佐・大佐に相当する大校・上校が充てられる。ドイツ連邦軍、ポルトガル軍等でも大佐が長になっている旅団の例がある。
将官の階級を3段階として准将級の階級を置かなかった旧日本陸軍では少将が、将官の階級を2段階とした陸上自衛隊では陸将補がそれぞれ充てられる。

## 語源
英語・フランス語の"brigade"という単語は、軍隊の部隊単位のほか、単に「人の群れ」としても用いられる。語源としてはイタリア語で「争う」「戦う」を意味する動詞である"brigare"、更に遡るとケルト語の"briga"（争い）に由来する。
日本語にいう「旅団」の語は古代中国の軍隊の単位である「旅」に由来する。周代の中国では、兵員500人を「一旅」、5旅（約2500人）を「一師」と称した。

## 歴史

### 旅団の起源（七年戦争期まで）
ヨーロッパの軍制はローマ帝国を範とする部分が多いが、古典的なローマ軍団では、戦術単位としての大隊（コホルス）の上が戦略単位である軍団（レギオー）で、旅団に相当する概念はまだ生まれていなかった。東西分裂後、東ローマ帝国では旅団の概念の萌芽が見られ、戦術単位である大隊（バンドン）と戦略単位である軍団（タグマ）の中間結節として、副軍団長（トポテレテス）の指揮下に軍団の半分程度による支隊が組織されていた。
16世紀、フィレンツェ共和国のニッコロ・マキャヴェッリが著した『戦術論』では、ローマ軍団を参考としつつ、10個大隊（battaglione; 約450人）から構成される旅団（brigata; 約6,000人）の編制を提唱していた。
17世紀、スウェーデン王グスタフ2世アドルフは多くの軍事的改革を行ったが、その一つが小単位部隊編制の合理的・合目的的整備であり、連隊が基本構成単位とされて、1,200人の人員を8個中隊に編成するのが定数であった。この連隊・中隊を基盤として、実際の戦場においては戦列歩兵として運用するため、マスケット銃兵やパイク兵などの兵科ごとの戦隊（skvadron）と、そしてこれらを編合した旅団（brigad）が組織されるのが常であった。
三十年戦争でスウェーデンと同盟関係にあったフランス王国もこの方式を導入したが、名称は旧来用いてきたものを踏襲し、戦隊のかわりに大隊（bataillon）、旅団のかわりに連隊（regiment）と称した。しかし同国の名将として知られていたテュレンヌ子爵は、歩兵あるいは騎兵の同一兵種2個連隊からなる単位としての旅団を構想しており、18世紀のサックス元帥はこのような旅団を編成したうえで、2個旅団をもって部隊を編制した。七年戦争の頃には、各国ともにこのような旅団の編成を導入しており、例えばグスタフ2世アドルフを範としてのプロシア軍の練成を目指したプロイセン国王 フリードリヒ2世は、2個歩兵連隊（約1,600人）から構成される旅団（3,200人）を基本の編成としていた。

### 近代旅団編制の出現と希薄化（フランス革命－第二次大戦）
近代旅団編制が決定的な形で出現したのは革命直前のフランス王国においてであり、1788年、2個歩兵連隊をもって歩兵旅団、2個騎兵連隊をもって騎兵旅団とする編制が定められた。これと同時に2個旅団をもって師団とする編制も定められており、この基本編制はナポレオン軍にも踏襲されて、第一次世界大戦まで100年の長きにわたり維持され続けることとなった。またフランス革命戦争・ナポレオン戦争での経験を通じて、他の大陸ヨーロッパ諸国でも、フランスの1788年タイプの師団制度の導入が進められていった。
その後、第一次大戦を機に3単位制師団への移行が進むと、師団と連隊の間の中間結節としての旅団は廃止されていった。これにより主要な戦略単位の中から「旅団」が消滅することとなったが、その後も軍団や軍の直轄下にある機能別の最大単位としては用いられ続けており、戦車旅団や高射旅団、工兵旅団など、多様な独立旅団が編成されていることが多かった。また警備などの限定的な任務を負う作戦単位としての独立旅団が編成される場合もあった。
一方、ナポレオン戦争においてフランス軍の強敵だったイギリス陸軍では、1807年まで全く師団編制を設けていなかったほか、その後も旅団での作戦が多用された。師団編制においても、連隊結節を設けずに旅団を基幹としての3単位制を早くから導入しており、師団をより小規模な諸兵科連合部隊に分割する際には、アメリカ軍の連隊戦闘団 (RCT) に相当するものとして、歩兵旅団に支援部隊を組み合わせた旅団群 (brigade group) を編成していた。その後もこの制度は踏襲されており、冷戦期に至るまで、3個旅団によって師団を編成するという形を堅持している。

### 現代旅団編制の復活（冷戦期以降）
第二次世界大戦の戦訓と戦後の技術革新により、核兵器の脅威や機甲衝撃力の重視、火力の増大や柔軟性の追求などに対応して、再び旅団という単位が注目されることとなった。ドイツ陸軍は、1955年の建軍直後には同時期のアメリカ機甲師団を参考にしたコンバット・コマンド制度を用いていたが、1957年より旅団を基本単位とするよう改編した。またフランス陸軍も、1959年には連隊にかえて旅団を基幹とするように改編された。
アメリカ陸軍でも、3単位制師団への移行に伴い一度は旅団編制を廃止したものの、ペントミック改編に伴い、1958年には再導入した。これに続くROAD師団では、師団内に常設された3つの旅団司令部の下に、戦術単位としての大隊を適宜に組み入れて諸兵科連合タスクフォースを構成するという手法が用いられた。
その後、冷戦終結後の世界情勢の変化に対応した米陸軍再編の一環として、アメリカ陸軍では旅団の編制を均質化するとともに自己完結性を向上させた旅団戦闘団（BCT）の制度を導入し、師団に代わる作戦基本部隊とした。またロシア陸軍でも、セルジュコフ国防相による改革の一環として作戦基本部隊を師団から旅団に変更したが、アメリカ陸軍のBCTが師団の下位の階梯と位置付けられたのに対し、ロシア陸軍の旅団は師団から改編される形で編成された。ただし作戦基本部隊の小型化は、非対称戦争には適していても大規模な通常戦には不適な部分が多く、アメリカ陸軍では、「2030年の陸軍」（Army of 2030）構想において、再び師団を作戦基本部隊と位置付ける計画としている。

## 日本陸軍

### 沿革
大日本帝国陸軍では、鎮台時代から戦時には鎮台から旅団を臨時編成して戦地に派遣していた。西南戦争など後に師団制が採られるに至り、旅団は師団内旅団タイプとして位置づけられるに至った。この旅団は主に師団に属する歩兵旅団が主流で大半を占めるが、騎兵旅団や野戦重砲兵旅団も師団内旅団であった。長は旅団長で少将が就任する。ただし、師団と異なり参謀長や参謀は置かれず、旅団長の補佐や旅団司令部の実務は旅団副官が行った。師団には2個の歩兵旅団が属し、旅団には2個歩兵連隊が属した。師団が出動するほどではない場合には砲兵部隊や騎兵部隊、工兵部隊などを配属し混成旅団として派遣した。混成旅団は臨時編成の場合が多い。日中戦争開戦後の1937年（昭和12年）以降には、通常4個連隊をもって1個師団（つまり2個旅団）としていたものを1個連隊減らし3個連隊をもって1個師団とすることが多くなった。この歩兵連隊の上級部隊としては従来の旅団ではなく歩兵団が統括した。歩兵団も旅団に準ずる組織として長である歩兵団長には少将が就任した。第二次世界大戦期に出現した戦車師団についても、同様の師団内旅団タイプの戦車旅団（各2個戦車連隊）が編成されていた。
独立混成旅団（小型師団）タイプの旅団としては、1934年（昭和9年）に編成された関東軍の独立混成第1旅団と独立混成第11旅団がある。第一次編成の独立混成第1旅団は諸兵科連合の機械化部隊であり小型機甲師団ともいうべき部隊であったが、チャハル作戦と太原作戦の後1938年（昭和13年）に廃止、1938年（昭和13年）以降は占領地の治安維持を主目的に100個ほどの歩兵主体の独立混成旅団が編成された。占領地の治安維持を主目的とした独立混成旅団の編制の特徴としては、旅団の下に連隊が存在しないことが通常で、代わりに独立歩兵大隊から成っていた点が挙げられる。なお、在中国の独立混成旅団のうち24個のように、後に本物の師団に拡大改編された例も多い。このほか、第68旅団や海上機動旅団のように、同様の小型歩兵師団タイプの旅団ながら独立混成旅団を名乗らない編制も存在した。戦車師団を小型化したタイプで、戦車連隊に加えて歩兵なども含んだ独立戦車旅団も存在する。
師団内旅団タイプと独立混成旅団タイプの中間的な旅団も太平洋戦争期には出現した。これは、第102師団のような、独立混成旅団を改編・格上げした師団などに見られたものである。師団の下に2個の「歩兵旅団」が置かれた点では師団内旅団に近いが、各旅団の下には連隊が存在せずに、多くの独立混成旅団のように独立歩兵大隊から構成され、旅団作業隊（工兵の一種）や旅団通信隊など若干の特科部隊を有することが多かった。このタイプの旅団を持つ師団は分散して治安任務にあたることが本来の任務で、多数の独立歩兵大隊の管理や、旅団単位での独立行動を容易にするための編制であった。第109師団なども類似の「混成旅団」2個から成っていた。
特科の単一兵科独立部隊タイプの旅団としては、日清戦争後の軍備拡張に際し砲兵旅団と騎兵旅団（小型騎兵師団タイプとも見うる）が2個ずつ編成されたのが最初である。それまでも同種の独立部隊はあったものの、小規模で旅団の名を冠していなかった。その後、野戦重砲兵旅団など多数が誕生した。前出の独立戦車旅団の中にも、旅団編制内に歩兵を持たずに他部隊との協同を前提とした、この範疇の旅団が存在する。

### 師団内旅団型の歩兵旅団の基本編制
- 旅団司令部
- 歩兵連隊（2個）
  - 連隊本部
  - 大隊（3個）
    - 大隊本部
    - 中隊（4個）
    - 機関銃中隊
    - 歩兵砲小隊（大隊砲小隊）

  - 歩兵砲中隊（連隊砲中隊）
  - 速射砲中隊

### 独立混成旅団の基本編制
- 旅団司令部
  - 独立歩兵大隊（3~8個）
    - 歩兵中隊（3~5個）
    - 機関銃中隊
    - 歩兵砲中隊（機関銃中隊と兼用した銃砲隊1個のみの場合もある）

  - 旅団砲兵隊
  - 旅団工兵隊
  - 旅団通信隊など

## 陸上自衛隊

### 旅団制度の導入（07大綱以降）

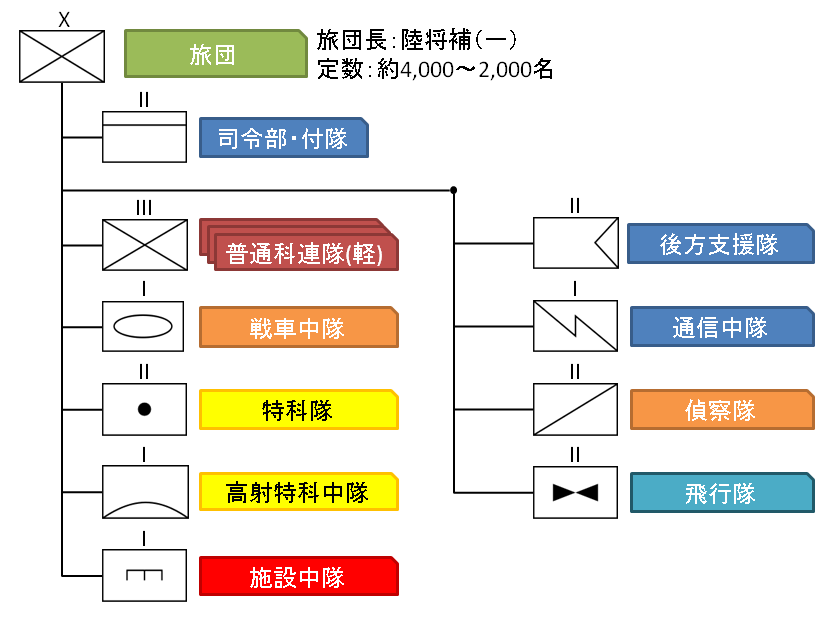
28中期防以前の即応近代化旅団の編制

陸上自衛隊では、創設期には6個管区隊・4個混成団による10個作戦単位を配置していたが、国土戦・将来戦の様相に適合させる見地から、昭和36年度の編成事業として13個師団への改編が行われた。その後、1972年（昭和47年）の沖縄返還に伴い、同地を担任する部隊として「南西旅団」が計画され、第1混成団として結実した。また1981年（昭和56年）3月に四国を担任する第2混成団が新編されて、13個師団と2個混成団という作戦基本部隊の体制が整備された。
冷戦終結などの内外情勢の変化を受けて、1995年（平成7年）に閣議決定された防衛計画の大綱（07大綱）では自衛隊の規模削減が明記されており、これを踏まえた08・13中期防において4個師団が旅団に縮小改編、また第2混成団が旅団に増強改編された。
旅団の下の結節としては、当初は2等陸佐を指揮官とする普通科大隊4個を配置することも検討されたが、結局は1等陸佐を指揮官とする普通科連隊が存続することになった。これは旅団の基幹となる戦術単位として、戦闘団を編成して行動する場合に、2等陸佐では諸職種連合部隊の指揮に不安が残ると判断されたためとされる。旅団隷下の普通科連隊は「普通科連隊（軽）」と通称され、普通科中隊は3個に削減されたほか、重迫撃砲中隊も廃止されて本部管理中隊に重迫撃砲小隊を組み込む形となっており、定員は600－700人に削減されている。2004年（平成16年）に第5師団が旅団に縮小改編された際には、同旅団隷下の第4・6・27普通科連隊だけは4個普通科中隊を基幹としており、定員約750人と、他の連隊よりも100名多かったが、後に他の旅団と同様に削減された。
2004年（平成16年）に閣議決定された防衛計画の大綱（16大綱）に基づく17中期防において第1混成団の旅団化改編が盛り込まれるとともに、これを含めた作戦基本部隊は、各々の役割に応じて即応近代化師団・旅団および総合近代化師団・旅団へ改編されることとなった。即応近代化旅団とは、戦車や火砲などの重装備を効率化し、即応性・機動性を重視して編成・配置する部隊であり、本州以南に配置するとされた。一方、総合近代化旅団とは、あらゆる事態に対応し得るよう、総合的なバランスを重視して編成・配置する部隊であり、北海道に配置するとされた。

### 機動旅団への改編（25大綱以降）
2013年（平成25年）に閣議決定された防衛計画の大綱（25大綱）では「統合機動防衛力」という概念が導入され、陸上自衛隊では陸上総隊が新編されるなど、創設以来最大と言われる大規模な改編が行われた。この一環として、4個旅団が即応展開に対応した機動旅団に改編されることになり、26中期防で第11・14旅団が、31中期防で第5・12旅団が改編された。
機動旅団は、隷下に諸職種混成の即応機動連隊を有する一方、移動・展開に時間がかかる特科部隊や戦車部隊は持っておらず、隷下部隊の車両のほとんどが装輪式のため、戦略機動性が高いという特徴がある。ただし第12旅団は空中機動旅団としてもともと機動性が高められていたこともあって、即応機動連隊の編成は行われなかった。またチョークポイントである関門海峡や、脅威正面にあたる山陰地方・南西諸島を守備範囲とする第13・15旅団は地域配備旅団と位置付けられ、この時点では機動師団への改編は盛り込まれなかった。
その後、2022年（令和4年）に閣議決定された国家防衛戦略に基づき、31中期防を廃止して定められた防衛力整備計画では第15旅団の師団化改編が予定されるとともに、機甲師団や機動師団・旅団を含めて、その他の師団・旅団は全て機動運用を基本とすることとされた。

#### 機動旅団
- 旅団長（陸将補（一））：方面総監の指揮監督を受け、旅団司令部および旅団隷下部隊の指揮を執る。
- 副旅団長（1等陸佐（一））：駐屯地司令を兼補。
- 旅団幕僚長（1等陸佐（二）： 但し、隷下部隊・司令部（幕僚）における指揮統制の関係上通常は「連隊」・「群」長等の部隊長経験者を指定）
- 旅団司令部
- 1個即応機動連隊（第12旅団は編成せず）
- 2個普通科連隊（軽）（第12旅団は3個普通科連隊（軽）、第14旅団は1個普通科連隊（軽））
- 戦車隊（北部方面隊のみの編成。大隊に準ずる隊（乙編成））
- 野戦特科隊（北部方面隊のみの編成。）
- 高射特科隊[注 9]
- 施設隊（14施設隊は隷属する北徳島分屯地の管理を兼任する関係から指揮官は1佐相当）
- 通信隊
- 偵察隊（第12旅団のみ偵察戦闘大隊編成）
- 飛行隊（第12旅団のみ2個飛行隊からなるヘリコプター隊編成）
- 特殊武器防護隊、化学防護隊（第5旅団のみ）（2013年（平成25年）3月にすべての旅団司令部付隊化学防護小隊が分化独立）
- 後方支援隊[注 10]
  - 2個整備中隊（第1整備中隊および第2整備中隊）
  - 即応機動直接支援中隊（即応機動連隊を保有する旅団のみ）
  - 補給中隊
  - 輸送隊
  - 衛生隊（隷下は1個治療小隊と救急車小隊）
- 情報隊
- 音楽隊

#### 地域配備旅団
- 旅団長（陸将補（一））：方面総監の指揮監督を受け、旅団司令部および旅団隷下部隊の指揮を執る。
- 副旅団長（1等陸佐（一））：駐屯地司令を兼補。
- 旅団幕僚長（1等陸佐（二）： ただし、隷下部隊・司令部（幕僚）における指揮統制の関係上通常は「連隊」・「群」長等の部隊長経験者を指定）
- 旅団司令部
- 3個普通科連隊（軽）（第15旅団のみ1個連隊）
- 偵察戦闘大隊（第15旅団は偵察隊）
- 高射特科中隊[注 11]
- 施設隊
- 通信隊
- 飛行隊（第15旅団のみ2個飛行隊からなるヘリコプター隊編成）
- 特殊武器防護隊、化学防護隊（2013年（平成25年）3月にすべての旅団司令部付隊化学防護小隊が分化独立）
- 後方支援隊[注 10]
  - 2個整備中隊（第1整備中隊および第2整備中隊）
  - 補給中隊
  - 輸送隊
  - 衛生隊（隷下は1個治療小隊と救急車小隊）
- 音楽隊

### 一覧
現在、陸上自衛隊には下表に示す6個の旅団が設置されている。旅団長俸給はすべて指定職1号俸である。
| 旅団     | 方面隊 | 司令部所在地       | 隷下主要戦闘部隊 | 隷下主要戦闘部隊 | 隷下主要戦闘部隊 | 隷下主要戦闘部隊 | 隷下主要戦闘部隊    | 特色                  |
| 旅団     | 方面隊 | 司令部所在地       | 即応機動連隊     | 普通科           | 野戦特科         | 高射特科         | 戦車                | 特色                  |
| -------- | ------ | ------------------ | ---------------- | ---------------- | ---------------- | ---------------- | ------------------- | --------------------- |
| 第5旅団  | 北部   | 北海道帯広市       | 1個連隊          | 2個連隊          | 1個隊            | 1個隊            | 1個隊               | 機動旅団              |
| 第11旅団 | 北部   | 北海道札幌市       | 1個連隊          | 2個連隊          | 1個隊            | 1個隊            | 1個隊               | 機動旅団              |
| 第12旅団 | 東部   | 群馬県榛東村       |                  | 3個連隊          | (なし)           | 1個隊            | （1個偵察戦闘大隊） | 機動旅団 （空中機動） |
| 第13旅団 | 中部   | 広島県安芸郡海田町 |                  | 3個連隊          | （なし）         | 1個中隊          | （1個偵察戦闘大隊） | 地域配備旅団          |
| 第14旅団 | 中部   | 香川県善通寺市     | 1個連隊          | 1個連隊          | （なし）         | 1個隊            | （なし）            | 機動旅団              |
| 第15旅団 | 西部   | 沖縄県那覇市       |                  | 1個連隊          | （なし）         | 1個連隊          | （なし）            | 地域配備旅団          |

## アメリカ陸軍
アメリカ陸軍でも、他国と同様、師団が4単位制から3単位制に移行するのに伴って師団における旅団は廃止されていき、師団よりも小規模な諸兵科連合部隊を組織する必要が生じた際には連隊戦闘団（RCT）が編成されていた。
その後、ペントミック改編に伴い、1958年には旅団の制度が再導入された。この改編では連隊が戦闘単位としての機能を失ったことから、従来のRCTを代替するものとして旅団が再創設されたものだが、これは、アメリカ陸軍史上として初の諸兵科連合・独立部隊としての旅団であった。また1960年代には、ROAD師団の導入とともに、師団の下の司令部部隊としての旅団も復活したほか、独立旅団（Separate / nondivisional brigade）も編成されるようになった。師団内旅団（Divisional brigade）は、師団内に常設された3つの旅団司令部の下に、戦術単位としての大隊を適宜に組み入れて部隊を編成するのに対し、独立旅団は当初から編制として大隊を隷下にもつほか、師団内旅団の指揮官は大佐なのに対し、独立旅団では准将が指揮官とされた。
冷戦終結後の軍備縮小や世界情勢の変化に伴い、旅団が師団本隊と分かれて行動・駐屯する機会が増えたこともあり、2000年代には米陸軍再編の一環として、旅団の編制を均質化するとともに自己完結性を向上させた旅団戦闘団（BCT）の制度が導入され、師団に代わる作戦基本部隊とされた。これは1950年代以前に用いられていたRCTと類似するが、連隊と異なり、旅団は機動部隊司令部であるという点で異なる。
ただし作戦基本部隊の小型化は、非対称戦争には適していても大規模な通常戦には不適な部分が多く、アメリカ陸軍では、「2030年の陸軍」（Army of 2030）構想において、再び師団を作戦基本部隊と位置付ける計画としている。

## アメリカ海兵隊
アメリカ海兵隊でも、陸軍と同じく3単位制師団の導入とともに師団における旅団は廃止されていったが、RCTを組織した場合にこれを「旅団」と称していたため、その名称自体は生き残った。
その後、1960年代に海兵空地任務部隊（MAGTF）の制度が導入されると、海兵連隊を基幹としたMAGTFは海兵遠征旅団（MEB）と称されるようになった。MEBは、1992年に一度全て廃止されたものの、1999年から2000年にかけて、3個の海兵遠征軍（MEF）それぞれに1個ずつのMEBが再編された。

## ロシア陸軍
ソビエト連邦軍においては、伝統的に、連隊－師団－軍（軍団）－軍管区という指揮系統が採用されてきたことから、いくつかの例外的な独立旅団を除き、旅団は編成されていなかった。
しかし、2007年にアナトーリー・セルジュコフが国防相に就任すると、即応性の改善と組織・人員の合理化などを主眼とする大規模な改編が行われた。この一環として作戦基本部隊が師団から旅団に変更されることになり、2009年中に、千島列島に駐屯する第18機関銃・砲兵師団を除く全ての師団が解体された。
従来の師団編制では連隊戦闘団や大隊戦闘団などを編成して戦闘に臨むことが想定されていたが、南オセチア紛争やチェチェン紛争の経験から、当時のロシア陸軍師団では、実際には各連隊で1個の大隊戦闘団を編成するのがせいぜいであることが判明していた。このことから、規模は連隊並みだが完結した戦闘団として機能する旅団を作戦基本部隊とすることで、実質的な戦闘能力は維持しつつ組織の合理化を図るものであった。定数約4,000人の新型旅団84個が編成されたが、このうち装甲部隊を中心とする戦車旅団（重旅団）は4個のみで、装輪装甲車で移動する自動車化狙撃旅団（中旅団）や軽装備の山岳旅団（軽旅団）が主体となっており、大規模戦争型から小規模紛争対処型へのシフトが鮮明となった。
ただし師団から旅団への改編によって大きく兵力を減じたにもかかわらず、担当すべき戦線の幅は師団時代と変わらず20キロメートルとされており、戦力不足が指摘されていた。また旅団化による戦略機動力の向上が期待されていたが、実際には重装備は鉄道で輸送しなければならないため師団時代と大差がなく、またアメリカ陸軍の旅団戦闘団の高い機動力の背景にあるような強力な兵站支援能力も欠いていることも指摘されるなど、旅団化改編には多くの問題が指摘されていた。このため、2012年にセルジュコフ国防相が更迭されると、2013年に第2親衛自動車化狙撃師団および第4親衛戦車師団が復活したのを端緒として、一部で師団編制も復活した。

## 非正規軍武装組織の自称としての旅団
"Brigade"という単語は、上記のような正規軍の部隊単位という意味以外に、非公式には単に「共通の特徴をもつ人間の集団」という意味でも用いられる。このため、正規軍の一編成としてではなく、テロ組織・抵抗運動を含む武装集団が自称として「旅団」を名乗ることもある。中東パレスチナのアル・アクサ殉教者旅団（ファタハ系）、イッズッディーン・アル＝カッサーム旅団（ハマース系）、イタリアでかつて活動した赤い旅団などである。